# 三火理事会
三火理事会（阿尼辛纳贝语：Niswi-mishkodewinan），又称三火之民、三火联盟或奇帕瓦、渥太华和波塔瓦托米联合国家，是一个由阿尼希纳贝人中的奥吉布瓦人（又称奇帕瓦人）、渥太华人和波塔瓦托米人组成的长期联盟，这三个部落均为北美洲原住民。
奥吉布瓦人、渥太华人和波塔瓦托米人最初是同一个民族，或者是由紧密相关的几个族群组成的集合体，这些族群的民族身份是在阿尼希纳贝人从大西洋沿岸向西迁徙到米奇米拉基纳克时逐渐形成的。波塔瓦托米人的长者舒普-谢瓦纳利用“密德维温”卷轴，将“三火理事会”的成立时间定为796年，地点为米奇米拉基纳克。
1776年美国成立后，三火理事会成为西北联盟的核心成员。该联盟曾与英国和美国签订条约。